# Reina santa
Reina santa (en portuguès Rainha Santa) és una pel·lícula històrica, coproducció entre Espanya i Portugal de 1947, que protagonitza Maruchi Fresno, Antonio Vilar i Luis Peña. La versió espanyola fou dirigida per Rafael Gil i la portuguesa per Henrique Campos i Aníbal Contreiras. Va ser part d'un grup molt popular de pel·lícules històriques que el cinema espanyol va fer a la fi dels anys 1940. Es va estrenar a Portugal al Teatro Tivoli el 15 de setembre de 1947 i als cinemes el 2 de novembre de 1949.

## Sinopsi
La pel·lícula retrata la vida d'Elisabet de Portugal, una espanyola que va arribar a ser reina de Portugal, qui va jugar una funció de pacificadora entre faccions diferents en la cort portuguesa, així com entre Portugal i Castella.

## Repartiment
- Maruchi Fresno - Elisabet de Portugal.
- Antonio Vilar - Denis, Rei de Portugal.
- Luis Peña - Nuño de Lara.
- Fernando Rey - Infant Afonso.
- José Nieto - Vasco Peres, el regidor.
- María Martín - Blanca.
- Juan Espantaleón - Pere, el sacerdot.
- Fernando Fernández de Córdoba - Pere III d'Aragó.
- María Asquerino - Leonor.
- Barreto Poeira - Álvaro.
- Milagros Leal - Doña Betaza.
- Virgilio Teixeira - Alfonso Sánchez.
- Julieta Castelo - Doña María Ximénez.
- Gabriel Algara - Juan Velho.
- Carmen Sánchez - Doña Constanza.
- Emilio G. Ruiz - Infant Pere.
- Manuel Guitián - Ramir.
- Joaquina Almarche - María de Molina.
- Rafael Luis Calvo - Fernán Ayres.
- José Prada - Martín Gil.
- Manrique Gil - Don Juan Manuel.
- Félix Fernandez - Barredo.
- Joaquín Pujol
- José Franco - Froilas.

## Premis
La pel·lícula va aconseguir un premi econòmic de 250.000 ptes, als premis del Sindicat Nacional de l'Espectacle de 1947.